# Animal Well
Animal Well é um jogo de quebra-cabeça e Metroidvania desenvolvido pela Shared Memory e publicado pela Bigmode. O jogador controla uma bolha e explora um labirinto cheio de animais. Foi lançado para Nintendo Switch, PlayStation 5 e Windows em 9 de maio de 2024 e foi lançado para Xbox Series X/S em 17 de outubro de 2024.

## Jogabilidade
Animal Well gira em torno da exploração por meio de plataformas não lineares e resolução de quebra-cabeças. O desenvolvedor afirmou que o mapa "não é tão grande quanto o de alguns jogos, mas pretende ser muito mais denso". 

## Desenvolvimento e lançamento
O desenvolvimento de Animal Well iniciou em 2017. Ele usa uma engine personalizada projetada pelo único desenvolvedor do jogo, Billy Basso. O jogo é renderizado em diferentes camadas, usando diversas técnicas de iluminação, simulação de fluidos e efeitos de partículas para dar à arte 2D uma sensação de profundidade. A engine também tem uma latência muito baixa, permitindo que as plataformas sejam precisas. Em janeiro de 2023, o YouTuber videogamedunkey anunciou que Animal Well seria o primeiro jogo lançado por sua editora de jogos indie nomeada Bigmode. Em 9 de maio de 2024 foi lançado para Nintendo Switch, PlayStation 5 e Windows.

## Recepção
De acordo com o site agregador de análises Metacritic, Animal Well teve uma recepção "favorável em geral" dos críticos para as versões de Nintendo Switch e PlayStation 5, enquanto a versão para Windows recebeu "aclamação universal". 100% dos críticos recomendaram o jogo, segundo o OpenCritic.
Jamie Moorcroft-Sharp do Destructoid elogiou o jogo por seu conteúdo extenso e infinidade de segredos, dando-lhe uma pontuação perfeita e afirmando que Animal Well está "mais cheio de coisas para fazer e segredos para descobrir do que a maioria dos outros jogos". Christian Donlan da Eurogamer elogiou a exploração envolvente do jogo, chamando-o de "um Metroidvania surpreendentemente rico".
Richard Wakeling da GameSpot destacou a abordagem única do jogo sobre o uso tradicional de itens, arte visual e seu mundo repleto de neon, atribuindo-lhe uma pontuação de 90 e afirmando que o jogo "pode parecer antiquado e familiar à primeira vista, mas este poço (do inglês: well) é cavernoso e imprevisível".  Shaun Prescott da PC Gamer também deu uma nota de 90, descrevendo- como "um quebra-cabeça metroidvania destruidor de sono e de profundidade desconcertante". Rebekah Valentine da IGN premiou Animal Well com 9/10, descrevendo-o como "uma linda caixa de quebra-cabeça com várias camadas que é tanto divertida quanto simples de brincar, e um prazer absoluto para se abrir lentamente".